# ナツミ (サルゲッチュ)
ナツミとは、『サルゲッチュ』に登場するキャラクター。
声優は川上とも子。

## 概要
ハカセの孫娘で、カケルを弟のように可愛がっている。中学2年生。中学校ではラクロス部に入っており、「パチンガー」のシュートラケットもラクロスのラケット型をしている。
本人は気づいていないようだが、料理がものすごく下手。高所とおばけ・ホラー系が苦手。

## 活躍

### ゲーム
- 『サルゲッチュ2』では自室を改造し、トラベルステーションを作った。
- 『サルゲッチュ3』では、カケル達と異なり、ピポサルたちの放送するテレビ番組に興味を示さなかったお陰で唯一ナマケモノにならなかったため、サトルとサヤカに危機を伝え、ゲットアミを転送した。
- 『ミリオンモンキーズ』では、水色のジャケットとジーンズを着て登場している。また、祖父に負けず劣らずの才能と腕前の持ち主でもあり、主に『2』ではピポッチを模したロボットを製作したり（『3』のロボットはそれをベースにアキエが改良したもの）。
- 『サルサル大作戦』ではナノキャノンを破壊するためにハッキングし、そこに自爆コードを入力するなどといった活躍を見せている。

### アニメ
アニメでは、クータというサルの赤ちゃんを飼っていたが、クータはピポトロンJたちの仕業でスペクターにされてしまい、ナツミがその事実を知ったときには涙を流した。今作でもやはりサポート役に回ることが多いが、後半からはじてまくん進化に伴って自分もサルゲッチュに行くことが多くなった（そのときのサポート役はハカセ・チャルが担当）。ヒロキに惚れられているためヒロキからアタックされることが多く、ビンタする事もあった。衣装は第1期から第2期「人類サル化編」まではミリオンモンキーズと同じく青いジャケットとジーンズに、第２期「サルサル大作戦編」からは白と青を模したジャケットを着ている。ゲーム版同様料理が苦手でカケルやハカセ、クータやヒロキが彼女の食べた時は不味さを感じたが、逆にチャルの方は美味しいと評判していた。
アニメ第1期「vsピポトロン編」ではピポトロンGと迷路・ロッククライムで対決する。ピポトロンクラックたちからの鉄球攻撃で危うく転落しかけたが、ピポトロンGによって助けられて勝利する。
アニメ第2期「人類サル化編」ではハカセについでサル化光線の餌食となる。
アニメ第２期｢サルサル大作戦編｣では料理の不器用さをウッキーイエローに付けられ、料理対決を挑まれるが、ヒロキの機転と調味料を沢山入れただけのオムレツを試食したウッキーイエローに認められた事で勝利する。「ロボット対決編」では右足のパーツを担当した。

## 必殺技
ダブルレーザーフルバースト（だぶるれーざーふるばーすと）
ミリモンのみの必殺技。相手を蹴り上げ、Wレーザーを連射しコンボと相手のダメージを稼ぐ。接近が必要。
対地衝撃弾（たいちしょうげきだん）
ジャンプし、地面に向けて爆弾を振りまく。攻撃範囲が微妙に狭い。ミリモンになってからは、発射時間が速くなった。
強化ダマセットアップ（きょうかだんせっとあっぷ）
ミリモンのみの必殺技。Wレーザーの威力が一定時間増す。サルバトでいう「クマさんバクダン」が生まれ変わったような技。
フラッシュリング
ミリモンのみの必殺技。Wレーザーを発射しながら回転し、攻撃する。コンボを稼げるが、範囲が狭いため、接近が必要。サルバトでいう「ダッシュフープオーバーブースト」が生まれ変わったような技。
閃光音響弾（せんこうおんきょうだん）
一定時間自分以外のキャラを転ばせる。サルバト～レではノーダメージだが、ミリモンではある事をすると、僅かだがダメージを与えることができる。
ダッシュフープオーバーブースト
太くなったダッシュフープを振り回し、周りの敵にダメージを与える。「サルバト～レ」では「メカボー」と表記されている。
クマさんバクダン
熊の形をした爆弾を飛ばす。必殺技だが、パチンガーと同様の操作が必要となり、効果が切れるまでは他のガチャメカは一切使用できない。当たった相手は高く浮かせることが可能である。